# Saint-Germain (Haute-Saône)
Saint-Germain é uma comuna francesa na região administrativa de Borgonha-Franco-Condado, no departamento de Alto Sona.
Estende-se por uma área de 14,12 km², com 1 194 habitantes, segundo os censos de 1999, com uma densidade de 84 hab/km².